# 再生人
《再生人》（英語：Life After Life），是1981年上映的一部香港惊悚恐怖片，由翁維銓編導，林子祥、張天愛、謝賢等主演。電影講述了一個圍繞木偶發生的前世今生故事。本片榮獲第19屆金馬獎最佳美術設計、最佳錄音，以及第2屆香港電影金像獎最佳音樂。

## 劇情
1955年8月29日，在大埔一場「猛鬼橋超渡」上，超渡戲其中一名木偶演員手部不停抽筋，無奈需找他人替代。他回家後撞破了姦情，被人打死，他在倒地前踢倒了懷有身孕的妻子，此時仍在進行法事的場地上空劃過一顆扫把星。妻子在醫院緊急生下早產嬰後不治過世。
26年後，時裝設計師林惠民（林子祥 飾）接了一個新項目，很快找上了DiDi（張天愛 飾）作為他的模特兒。林惠民希望用木偶作為這次時裝展的主題，並向投資赞助商施继豪（謝賢 飾）介紹模特兒DiDi，他的手在此時忽然不斷抽筋。施继豪看中了DiDi，邀請她到家中，一切發展似乎重複著26年前發生過的事......

## 角色
| 演員   | 角色         | 備註         |
| 林子祥 | 林惠民／Ray  | 時裝設計師   |
| 張天愛 | 徐竺筠／DiDi | 模特兒       |
| 謝賢   | 施继豪       | 时装展赞助商 |
| 秦煌   | 肥仔         | 警察         |
| 鄭孟霞 | 阿漢外婆     |              |
| 龍天生 | 阿漢         | 木偶藝人     |
| 羅國維 |              |              |
| 吳麗珠 |              |              |
| 黃允材 |              |              |
| 張生   |              |              |
| 吳良   |              |              |
| 謝虹   |              |              |
| 方強   |              |              |
| 梁克遜 |              |              |
| 甘萍   |              |              |
| 屠正平 |              |              |
| 屈雄   |              |              |

## 禁映
《再生人》雖然在1982年第19屆金馬獎上贏得了兩項大獎，但本片當時曾兩度遭台灣禁映。台灣自由總會政策規定，若起用曾往中國大陸拍攝的電影人，該電影將不獲准在台上映。1981年12月，因男主角林子祥到海南島拍《投奔怒海》導致本片被禁；雖然不久後得以解除，但1982年11月又因導演翁維銓到新疆拍另一部電影《荒漠人》而第二度被禁。

## 電影歌曲

### 主題曲
| 歌名       | 演唱者 | 作曲   | 填詞   |
| 〈再生人〉 | 林子祥 | 林子祥 | 鄭國江 |

## 獎項
| 年份 | 頒獎典禮            | 獎項         | 獲提名 | 結果 |
| ---- | ------------------- | ------------ | ------ | ---- |
| 1982 | 第19屆金馬獎        | 最佳劇情片   |        | 提名 |
| 1982 | 第19屆金馬獎        | 最佳導演     | 翁維銓 | 提名 |
| 1982 | 第19屆金馬獎        | 最佳原著劇本 | 翁維銓 | 提名 |
| 1982 | 第19屆金馬獎        | 最佳攝影     | 黃岳泰 | 提名 |
| 1982 | 第19屆金馬獎        | 最佳美術設計 | 黃銳民 | 獲獎 |
| 1982 | 第19屆金馬獎        | 最佳服裝設計 | 黃銳民 | 提名 |
| 1982 | 第19屆金馬獎        | 最佳錄音     | 紀宏達 | 獲獎 |
| 1983 | 第2屆香港電影金像獎 | 最佳攝影     | 黃岳泰 | 提名 |
| 1983 | 第2屆香港電影金像獎 | 最佳剪接     | 周國忠 | 提名 |
| 1983 | 第2屆香港電影金像獎 | 最佳美術指導 | 黃銳民 | 提名 |
| 1983 | 第2屆香港電影金像獎 | 最佳音樂     | 鮑比達 | 獲獎 |